# 2002년 일본 시리즈
2002년 일본 시리즈(일본어: 2002年の日本シリーズ)는 2002년 10월 26일부터 10월 30일까지 열린 일본 프로 야구의 일본 시리즈 경기이다. 센트럴 리그 우승 팀인 요미우리 자이언츠가 총 4차례의 접전을 펼친 끝에 퍼시픽 리그 우승팀 세이부 라이온스를 누르고 4전 전승의 성적을 기록, 2000년 이후 2년 만에 20번째 우승을 차지했다.

## 감독
| 소속 리그   | 소속              | 감독          |
| ----------- | ----------------- | ------------- |
| 센트럴 리그 | 요미우리 자이언츠 | 하라 다쓰노리 |
| 퍼시픽 리그 | 세이부 라이온스   | 이하라 하루키 |

## 경기 일정
- 1차전 : 10월 26일
- 2차전 : 10월 27일
- 3차전 : 10월 29일
- 4차전 : 10월 30일

## 경기 기록
| 일시                                     | 경기   | 원정팀(선공)      | 스코어 | 홈팀(후공)        | 개최 구장 | 개시 시각 | 경기 시간  | 관중수   |
| ---------------------------------------- | ------ | ----------------- | ------ | ----------------- | --------- | --------- | ---------- | -------- |
| 10월 26일(토)                            | 1차전  | 세이부 라이온스   | 1 - 4  | 요미우리 자이언츠 | 도쿄 돔   | 18시 02분 | 2시간 55분 | 45,107명 |
| 10월 27일(일)                            | 2차전  | 세이부 라이온스   | 4 - 9  | 요미우리 자이언츠 | 도쿄 돔   | 18시 01분 | 3시간 16분 | 45,223명 |
| 10월 28일(월)                            | 이동일 | 이동일            | 이동일 | 이동일            | 이동일    | 이동일    | 이동일     | 이동일   |
| 10월 29일(화)                            | 3차전  | 요미우리 자이언츠 | 10 - 2 | 세이부 라이온스   | 세이부 돔 | 18시 22분 | 3시간 15분 | 30,933명 |
| 10월 30일(수)                            | 4차전  | 요미우리 자이언츠 | 6 - 2  | 세이부 라이온스   | 세이부 돔 | 18시 21분 | 3시간 12분 | 31,072명 |
| 우승: 요미우리 자이언츠(2년 만에 20번째) |        |                   |        |                   |           |           |            |          |

## 일본 시리즈 경기 결과

### 1차전
- 10월 26일 - 도쿄 돔

| 팀 | 1 | 2 | 3 | 4 | 5 | 6 | 7 | 8 | 9 | R | H | E |
| 세이부 | 0 | 0 | 0 | 0 | 0 | 0 | 0 | 0 | 1 | 1 | 6 | 1 |
| 요미우리 | 0 | 0 | 4 | 0 | 0 | 0 | 0 | 0 | X | 4 | 6 | 0 |
| 승리 투수: 우에하라 고지(1-0) 패전 투수: 마쓰자카 다이스케(0-1) 홈런: 세이부 – 알렉스 카브레라(9회 1점) 요미우리 – 시미즈 다카유키(3회 2점), 기요하라 가즈히로(3회 2점) |   |   |   |   |   |   |   |   |   |   |   |   |

### 2차전
- 10월 27일 - 도쿄 돔

| 팀                                                                                                  | 1 | 2 | 3 | 4 | 5 | 6 | 7 | 8 | 9 | R | H  | E |
| 세이부                                                                                              | 0 | 0 | 0 | 0 | 0 | 1 | 0 | 2 | 1 | 4 | 9  | 0 |
| 요미우리                                                                                            | 1 | 0 | 6 | 0 | 0 | 0 | 2 | 0 | X | 9 | 13 | 0 |
| 승리 투수: 구와타 마스미(1-0) 패전 투수: 이시이 다카시(0-1) 홈런: 세이부 – 알렉스 카브레라(8회 2점) |   |   |   |   |   |   |   |   |   |   |    |   |

### 3차전
- 10월 29일 - 세이부 돔

| 팀 | 1 | 2 | 3 | 4 | 5 | 6 | 7 | 8 | 9 | R  | H  | E |
| 요미우리 | 0 | 1 | 2 | 4 | 0 | 0 | 1 | 2 | 0 | 10 | 13 | 0 |
| 세이부 | 1 | 0 | 0 | 0 | 0 | 0 | 0 | 1 | 0 | 2  | 8  | 0 |
| 승리 투수: 구도 기미야스(1-0) 패전 투수: 쟝즈지아(0-1) 홈런: 요미우리 – 기요하라 가즈히로(2회 1점), 니오카 도모히로(4회 만루), 다카하시 요시노부(8회 2점) 세이부 – 마쓰이 가즈오(8회 1점) |   |   |   |   |   |   |   |   |   |    |    |   |

### 4차전
- 10월 30일 - 세이부 돔

| 팀 | 1 | 2 | 3 | 4 | 5 | 6 | 7 | 8 | 9 | R | H | E |
| 요미우리 | 0 | 2 | 0 | 0 | 0 | 3 | 1 | 0 | 0 | 6 | 6 | 1 |
| 세이부 | 0 | 0 | 0 | 0 | 2 | 0 | 0 | 0 | 0 | 2 | 4 | 1 |
| 승리 투수: 다카하시 히사노리(1-0) 패전 투수: 마쓰자카 다이스케(0-2) 홈런: 요미우리 – 사이토 다카유키(2회 2점) 세이부 – 톰 에반스(5회 2점) |   |   |   |   |   |   |   |   |   |   |   |   |

## 수상 선수
- MVP : 니오카 도모히로(요미우리)
- 감투상 : 알렉스 카브레라(세이부)
- 우수 선수상 : 기요하라 가즈히로, 우에하라 고지, 사이토 다카유키(이상 요미우리)

## 같이 보기
- 2002년 월드 시리즈